# Juan Mayorga
Juan Antonio Mayorga Ruano (Madrid, 6 aprile 1965) è un drammaturgo e filosofo spagnolo.
La sua drammaturgia ha varcato i confini nazionali per essere tradotta in più lingue e rappresentata in molti teatri mondiali.

## Biografia
È cresciuto nel quartiere madrileno di Chamberí. Nel 1988 si è laureato in Filosofia presso la Universidad Nacional de Educación a Distancia (UNED) e in Matematica presso l'Università autonoma di Madrid.
Ricercatore presso l'Istituto di Filosofia del Consiglio superiore delle ricerche scientifiche (CSIC), sotto la direzione del filosofo Reyes Mate, ha approfondito i suoi studi a Münster (1990), Berlino (1991) e Parigi (1992). Ha conseguito il dottorato in Filosofia nel 1997 presso l'UNED con una tesi dal titolo: La filosofía de la historia de Walter Benjamin.
Docente di matematica dal 1994, ha insegnato per cinque anni negli istituti di Madrid e di Alcalá de Henares.
È stato membro dei gruppi di ricerca El Judaísmo. Una tradición olvidada de Europa e La Filosofía después del Holocausto diretti dal professor Reyes Mate presso l'Istituto di filosofia del CSIC. Successivamente ha fatto parte del progetto Sufrimiento social y condición de víctima: Dimensiones epistémicas, sociales, políticas y estéticas, sempre per l'Istituto di filosofia del CSIC.
Nel 1998 ha frequentato la Royal Court Residency di Londra, sotto la guida di Sarah Kane e Meredith Oakes, e professore di Drammaturgia e Filosofia presso la Reale scuola superiore di arte drammatica di Madrid.
Ha diretto il seminario Memoria e pensiero nel teatro contemporaneo presso l'Istituto di filosofia del CSIC e direttore della Cattedra di arti dello spettacolo presso l'Università Carlos III di Madrid. Nel febbraio 2022 è stato nominato direttore artistico del Teatro de la Abadía e del Corral de Comedias de Alcalá. Da allora applica la sua visione alla programmazione del Teatro de la Abadía, nel quale presenta le sue opere (María Luisa nel 2023, La colección nel 2024).
Tra le sue opere filosofiche più importanti: Revolución conservadora y conservación revolucionaria. Política y memoria en Walter Benjamin.

## Drammaturgia
Nel 1993, insieme ai drammaturghi José Ramón Fernández, Luis Miguel González Cruz e Raúl Hernández Garrido, ha fondato il «Teatro del Astillero».
In precedenza, con questi drammaturghi, ha coinciso con il laboratorio di Marco Antonio de la Parra, al quale hanno anche partecipato Angélica Liddell e Pedro Víllora. Successivamente si è unito all'Astillero Guillermo Heras, che ha dato al gruppo la dimensione di una compagnia di produzione teatrale, all'interno della quale ha portato in scena alcune delle opere di Mayorga.
El Astillero è nato come un progetto di avanguardia, uno spazio di riflessione teatrale aperto alla sperimentazione di nuove idee, con alcuni progetti folli, ma sempre con un vivace scambio di idee. In una dichiarazione del 2008 Mayorga ha affermato:

«El Astillero è nato come luogo d'incontro di alcuni autori che condividevano un laboratorio di Marco Antonio de la Parra, di cui faceva parte anche Angélica Liddell. Ci siamo incontrati per leggere i nostri testi e per commentarli. Poi si è unito a noi Guillermo Heras, che ha iniziato a metterli in scena e a pubblicarli. E continua ancora ad essere per noi uno spazio di agitazione, di incontro e di migrazione di idee. Sento di dover molto sia a El Astillero che a Guillermo».
Le deviazioni personali ed estetiche dal programma di questo gruppo hanno portato Mayorga a dissociarsi dal progetto Astillero nel 2006. Il Teatro del Astillero continua il suo lavoro di creazione, diffusione, pubblicazione e produzione di testi di teatro contemporaneo.
Nel 2011 ha fondato la compagnia «La Loca de la Casa», con la quale nel 2012 ha portato in scena la sua La lengua en pedazos, basato sull'opera di santa Teresa d'Avila.

### Influenze
Mayorga ha riconosciuto la sua ammirazione per le opere e il pensiero di Walter Benjamin:

«Sono debitore a Benjamin, al punto che gli è debitrice l'autointerpretazione del mio lavoro. Ci sono motivazioni, strategie e finalità del mio lavoro, sia filosofiche che teatrali, che sono state confermate da Benjamin. Ad esempio, la forma della traduzione, che è fondamentale nel mio teatro, la meditazione sulla violenza, la centralità del passato fallito, sono tutti motivi benjaminiani».
Nel suo saggio Elipses ha analizzato il suo gusto per l'approfondimento di personaggi violenti e potenti:

«Penso che la mia missione, quando costruisco un personaggio come l'Uomo basso di Animales nocturnos o come il Comandante di Himmelweg, sia che lo spettatore non si sieda di fronte a un mostro rispetto al quale si sente innocente, ma sperimenti fino a che punto gli argomenti di quel personaggio risuonino in lui, senta la sua affinità con lui, come dico a un certo punto, in che misura mi riconosco in Caino, o almeno capisco Caino».
Il critico Marcos Ordóñez parla di alcuni riferimenti nell'opera di Mayorga con il teatro inglese: Tom Stoppard, David Hare o Harold Pinter.
Inoltre, Ordóñez collega il teatro di Mayorga con autori europei come Ionesco, Pirandello o De Filippo.
Isolato nella scena teatrale spagnola, talvolta il suo lavoro è stato abbinato a quello della catalana Angélica Liddell, presente sulla scena spagnola dagli anni novanta.

## Teatro
- Siete hombres buenos (1989)
- Más ceniza (1993)
- El traductor de Blumemberg (1993)
- El sueño de Ginebra (1993)
- Concierto fatal de la viuda Kolakowski (1994)
- El hombre de oro (1996)
- Lettere d'amore a Stalin (Cartas de amor a Stalin, 1997)
- Il giardio bruciato (El jardín quemado, 1999)
- Angelus Novus (1999)
- Stanlio e Onlio: due a teatro (El Gordo y el Flaco, 2001)
- Alejandro y Ana - scritto con Juan Cavestany (2002)
- Sonámbulo (2003)
- Palabra de perro (2003)
- Himmelweg (La via del cielo) (Himmelweg. Camino del cielo, 2003)
- Animali notturni (Animales nocturnos, 2003)
- Últimas palabras de Copito de Nieve (2004)
- Hamelin (2005)
- Job (2006)
- Il ragazzo dell'ultimo banco (El chico de la última fila, 2006)
- Fedra (2007)
- La pace perpetua (La paz perpetua, 2007)
- Primera noticia de la catástrofe (2007)
- La tartaruga di Darwin (La tortuga de Darwin, 2008)
- El cartógrafo (2009)
- Los yugoslavos (2010)
- El elefante ha ocupado la catedral (2011)
- La lengua en pedazos (2011)
- Penumbra - scritto con Juan Cavestany (2011)
- El crítico (Si supiera cantar, me salvaría) (2012)
- El arte de la entrevista (2014)
- Famélica (2014)
- Reikiavik (2015)[22]
- Amistad (2017)
- El mago (2017)
- La intérprete (2018)
- Intensamente azzurri (Intensamente azules, 2018)
- Shock 1 (el cóndor y el puma) - scritto con Juan Cavestany, Albert Boronat e Andés Lima (2020)
- Shock 2 (la tormenta y la guerra) - scritto con Juan Cavestany, Albert Boronat e Andés Lima (2021)
- Silencio (2022)
- El Golem (2022)
- María Luisa (2023)
- La colección (2024)